# Rainier II. od Monaka
Rainier II. (?, 1350. – Menton, lipanj 1407.), gospodar Monaka od 1352. do 1357. godine te gospodar Mentona i Roquebrunea do 1407. godine iz dinastije Grimaldi. Vladao je zajedno s ocem, knezom Karlom I. († 1357.), bratom Gabrijelom i prastricem Antonijem Grimaldijem.
Godine 1357. đenoveška mornarica je opsjela Monako, knez Karlo I. je umro te je Rainier II., zajedno s bratom Gabrijelom i prastricem Antonijem predao utvrdu i grad Genovi za 20.000 florina, ali je zadržao gospodstvo nad Mentonom i Roquebruneom. Grimaldijevi su pokušali preoteti Monako Đenovežanima nekoliko puta u sljedeće dvije godine, ali bez trajnog uspjeha.
Rainier II. je sudjelovao u Stogodišnjem ratu (1337. – 1453.) na strani Francuske i njenog kralja Ivana II. Dobrog (1350. – 1360.), kojemu je pomogao 1355. godine s mornaricom od dvadeset i četiri broda i 6000 strijelaca. Sljedeće godine je sudjelovao u bitki za Poitiers u kojoj su francuzi izgubili, a kralj je bio zarobljen.
Godine 1375., Rainier II. je bio zarobljen tijekom pomorske bitke protiv Engleza. Otkupio ga je engleski kralj Eduard III. i držao u zarobljeništvu, a oslobođen je nakon uspostave primirja između Francuske i Engleske. Poslije sudjelovanja u još nekoliko bitaka na francuskoj strani, napustio je francusku službu i vratio se u priobalje, blizu Monaka koji je i dalje bio pod đenoveškom vlašću.
Do kraja života, 1407. godine, nije uspio vratiti Monako pod vlast obitelji Grimaldi te je tu dužnost ostavio svojim sinovima koji su naposljetku uspjeli u tome i osigurali vlast nad Monakom.

## Privatni život
Rainier II. je prvo oženio Mariju del Carretto, kći markiza Giorgija od Finalea i Nolija, ali s njom nije imao djece. U drugom braku s Izabelom Asinari dobio je devetoro djece:
- Ambrozije, gospodar Monaka
- Antonio II., gospodar Monaka
- Jakov od Monaka
- Giovanna od Monaka
- Ivan I., gospodar Monaka
- Gaspare od Monaka
- Maria od Monaka
- Griffeta od Monaka
- Enrico od Monaka

## Vanjske poveznice
- Rainier II. i njegovi nasljednici u borbi za neovisnost Monaka – hellomonaco.com (engl.)

| Prethodnik:              | Gospodar Monaka (1352. – 1357.) | Nasljednik:                     |
| Karlo I. (1331. – 1357.) | Gospodar Monaka (1352. – 1357.) | Luj od Monaka i Ivan I. (1395.) |